# Bacquepuis
Bacquepuis település Franciaországban, Eure megyében. Lakosainak száma 307 fő (2022. január 1.). Bacquepuis Bérengeville-la-Campagne, Bernienville, Quittebeuf és Sacquenville községekkel határos.

## Népesség
A település népességének változása:
| Lakosok száma | 191  | 252  | 291  | 326  | 328  | 321  | 313  | 306  | 306  | 307  |
|               | 1968 | 1982 | 1990 | 2006 | 2013 | 2015 | 2017 | 2019 | 2020 | 2022 |